# Essene
Essene is een deelgemeente van de Belgische fusiegemeente Affligem, waartoe ook de dorpen Teralfene en Hekelgem behoren. Essene is gelegen in de provincie Vlaams-Brabant. Essene heeft een oppervlakte van 714 ha, maakt deel uit van het arrondissement Halle-Vilvoorde en het kanton Asse. Essene was een zelfstandige gemeente tot aan de gemeentelijke herindeling van 1 januari 1977.

## Toponymie
De naam 'Essene' (historische schrijfwijze: Esschene) is van Keltische oorsprong en betekent vermoedelijk bij het water en zou geen verband hebben met de boomsoort "es".
Een aantal van de Romaanse toponiemen in de gemeente (Doment, Avenelle, Montil) hebben een exogene oorsprong. Dit komt vermoedelijk door de bosontginners uit de Moezelstreek en/of de Ardennen ten tijde van de graven van Verdun (10e–11e eeuw).

## Geschiedenis
Uit archeologische bronnen blijkt dat Essene al in het Neolithicum bewoning kende, waarvan sporen in de vorm van silex artefacten werden teruggevonden nabij de bronnen van de Kerlemeersbeek, vlak bij het huidige dorpscentrum. In de late 19de eeuw werden op verschillende plaatsen losse fragmenten gevonden van Romeinse gebouwen, waarschijnlijk een, vermoedelijk twee villa's, en een graanmoleninfrastructuur. Aangenomen wordt dat Essene in de Romeinse periode was verbonden met de vicus Asse, als een voorpost op een strategische hoogte boven de Dender. Andere Romeinse relicten die er werden aangetroffen zijn fibulae, een bronzen ruiterspoor, scherven van vaatwerk, munten (cf collectie de Clippele).        
Middeleeuwen
Essene behoorde tijdens de Karolingische Periode tot de Brabantgouw. Vanaf omstreeks 1085/1086 maakt het deel uit van het landgraafschap Brabant onder de graven van Leuven, voorvaderen van de hertogen van Brabant. Binnen dit graafschap ressorteerde het onder de heerlijkheid Asse (vanaf de 17e eeuw een markizaat). In de bestuurlijke geografie van het hertogdom Brabant behoorde Essene tot de meierij van Asse in het kwartier Brussel.
Kerkelijk stond de parochie Essene vanaf 1086 onder het patronaat van de abdij van Affligem, die tot het einde van het ancien régime over uitgestrekte pachtvelden binnen het dorp beschikte. In de 12e eeuw was het aangrenzende dorp Hekelgem nog een dochterkerk van Essene.
Ridders van Essene
Tot in de 14de eeuw leefde een riddergeslacht in Essene, in een kasteel dat zich nabij de huidige parochiekerk bevond en in oude teksten (1250, Balduinus de Eschene) de 'Castro' wordt genoemd. De heren van Essene waren onderheren van de kastelijns van Brussel, waaronder Franco, rechterhand van de hertog van Brabant. De oudste gekende ridder was Thomas de Eska, vernoemd in 1170. Nadat het riddergeslacht in de jaren 1300 uitstierf kwam het domein in handen van de Eggloy's van Brussel en vervolgens de abdij van Affligem. Het kasteel raakte tijdens de Godsdientsoorlogen verwoest, en de restanten en landgoederen met uitgestrekte vijvers werden eigendom van baron de Wedergraet, die het in 1601 verkocht aan Gilles de Witte. Van het kasteel, wiens geschiedenis redelijk is gedocumenteerd, blijft vandaag niets meer over in het landschap.
Aan de grens van Essene met Sint-Katherina-Lombeek verlegden de monniken van Affligem in de 12e eeuw de loop van de Bellebeek (ook Alfene genoemd) om er een grote watermolen met maalvijver aan te leggen. De zgn. Bellemolen is tot op vandaag bewaard en een van de meest opmerkelijke historische gebouwen van het dorp. Op het grondgebied van Sint-Katherina-Lombeek bevindt zich de wijk Essene-Winkel, vermoedelijk het deel van Essene dat door de rechttrekking van de Bellebeek aan de parochie van Lombeek werd overgedragen. In het gehucht Overnellen op de grens met Ternat bevond zich eveneens een watermolen. Op het veld Montil nabij de grens met Asse ten slotte, heeft er lange tijd een windmolen gestaan.

Nieuwe tijd tot heden
Een opmerkelijk gebouw is het Ankerhof, een bisschoppelijke vierkantshoeve, en brouwerij die van de 17de eeuw tot ca 1950 actief was. Kasteel Sluys, de voormalige priorij van de abdij van Affligem, werd in 1730 gebouwd aan de grote maalvijver van de Bellemolen en diende als rustoord voor de monniken. Net als de Bellemolen zijn zowel het Sluys als het Ankerhof goed bewaard. 
Na de Franse invasie werd Essene (toen nog als Esschene gespeld) als gemeente ingedeeld bij het kanton Asse van het Dijledepartement. Dit departement werd, nadat de Fransen verdreven waren, omgevormd tot de provincie Zuid-Brabant, de latere Belgische provincie Brabant.
In de tweede helft van de 19de eeuw was Essene een bloeiende gemeente, mee door het gunstige beleid van de familie Wambacq die verschillende burgemeesters afleverde, en door het treinstation Essene-Lombeek langswaar landbouwproducten konden worden uitgevoerd. Essene was tot de Tweede Wereldoorlog overwegend een landbouwgemeente, waar veel hop werd geteeld en die ook bekend stond om het vlas en de 'gouden' koolzaadvelden.         
Literatuur over de geschiedenis van Essene:  
- René Mertens, De geschiedenis van Essene, 1971.
- Dr Herman Steppe is actief als heemkundige en publiceerde onder meer De geschiedenis van de dorpsscholen in Essene, Over de hopcultuur in Essene en Over herbergen en pothuizen te Essene.

## Demografische ontwikkeling
- Bronnen:NIS, Opm:1831 tot en met 1970=volkstellingen

## Bezienswaardigheden
- Had tot 1999 de langste straatnaam in Vlaanderen: 'Parallelweg van 't Klein Kapelleveld' (de straat in kwestie is net iets langer dan het straatbord). De straat heet nu gewoon Parallelweg
- Onze-Lieve-Vrouw-Bezoekingkerk: (westbouw 17e eeuw; schip 19e eeuw) met uitzonderlijk antiek Van Peteghem-kerkorgel en het Sint-Antoniusbeeld
- Statig pastorijgebouw uit de 18e eeuw
- De oude brouwerij en pachthof Ankerhof
- De Bellemolen, watermolen aangedreven door de Bellebeek
- Het landgoed "Het Sluis" (eertijds een priorij van de abdij van Affligem) met de nog zichtbare molenpolder (maalvijver van de Bellemolen). Omstreeks 1900 woonde op Sluis een vrijzinnige die in deze desolate omgeving in verband werd gebracht met mysterieuze "Kludde met de ketting"-verschijningen
- De Papeter, een bronzen beeld van Patrick Van Craenenbroeck uit Teralfene, werd op zondag 2 december 2007 onthuld op het kerkplein van Essene. Het beeld werd geschonken door het Handelscomité van Essene.

## Natuur en landschap
Essene ligt op een hoogte van 27 tot 72 meter. In het zuiden van Essene stroomt de Bellebeek in westelijke richting.

## Galerij

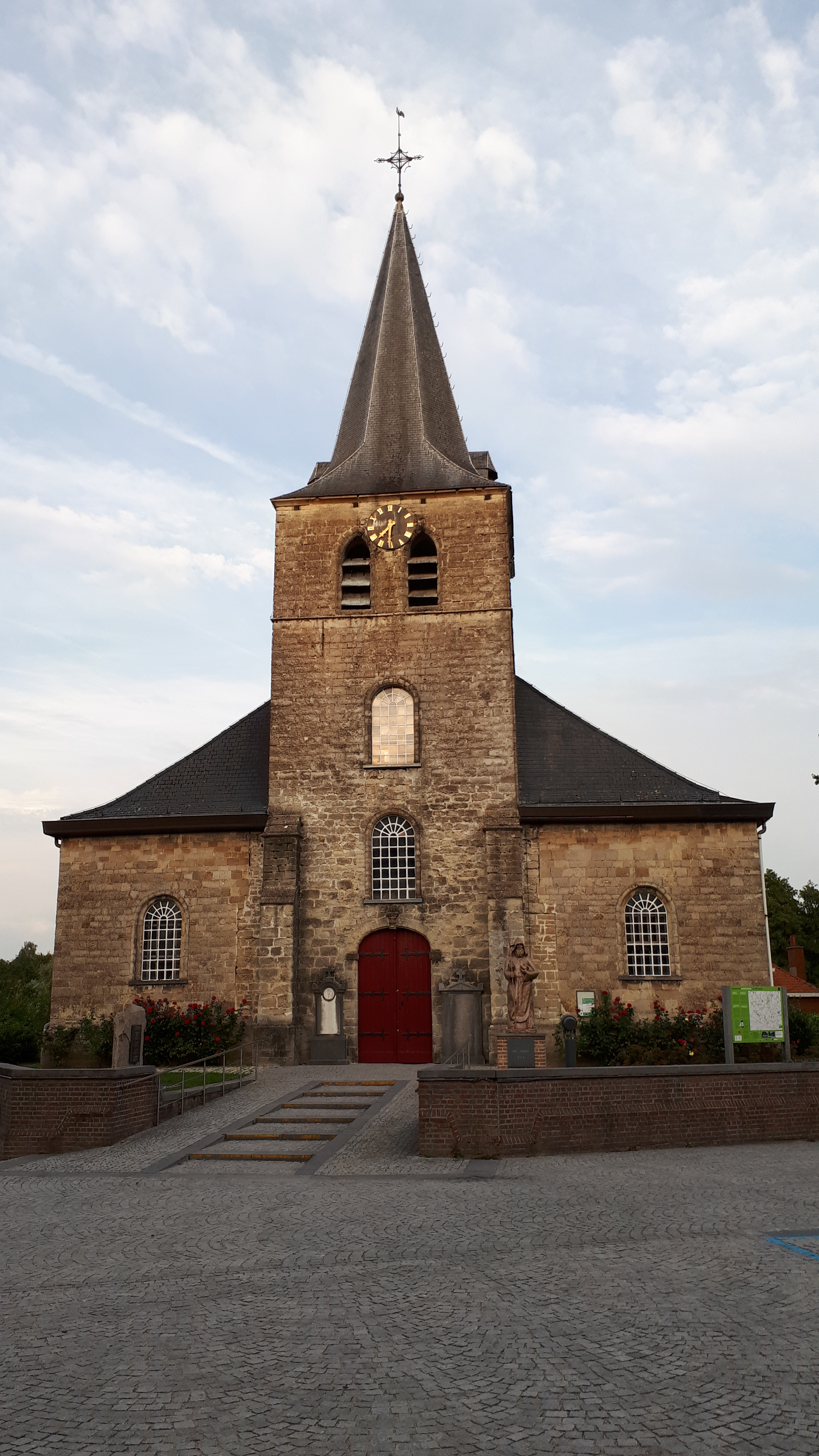
Parochiekerk Onze-Lieve-Vrouw Bezoeking
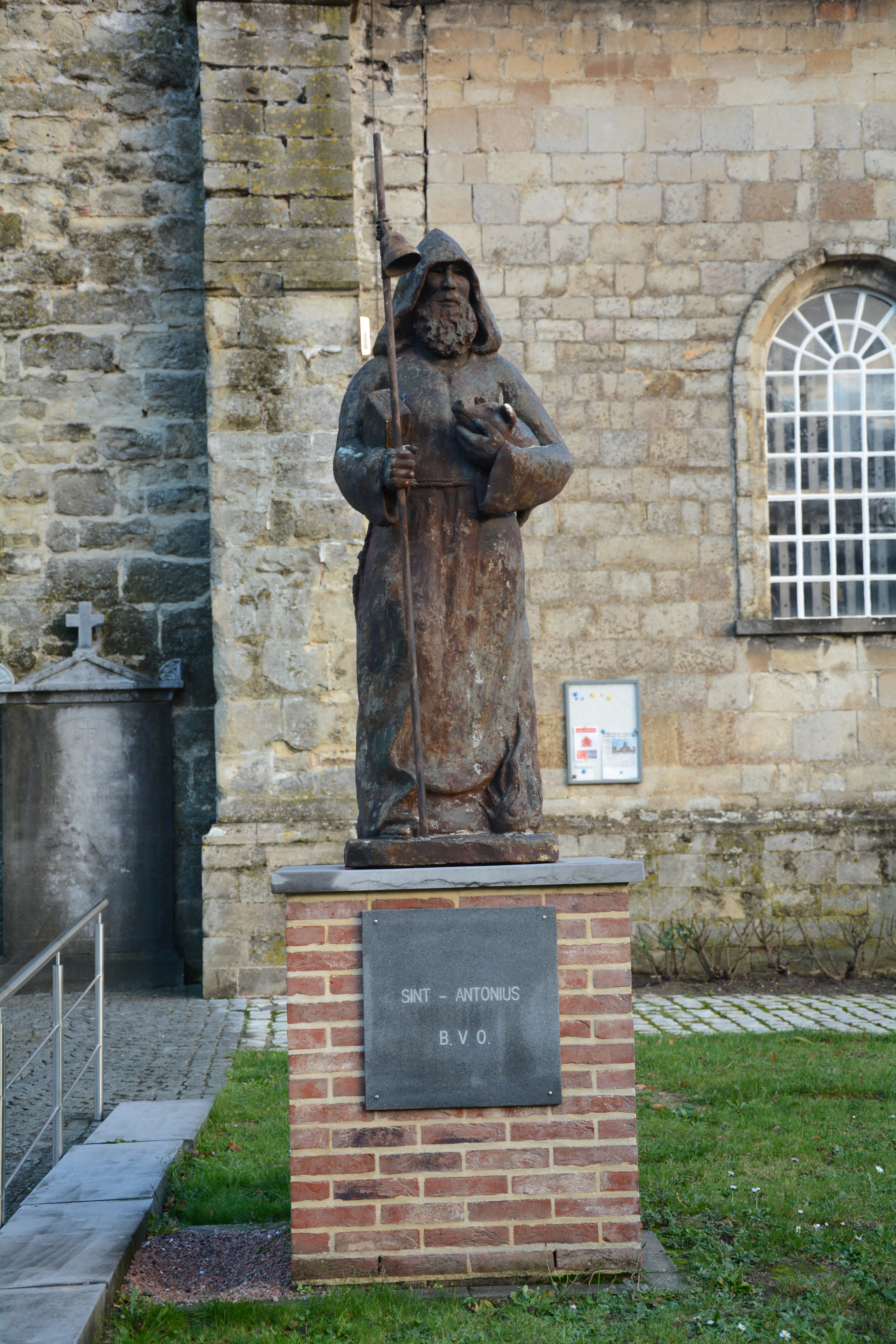
Sint-Antoniusbeeld
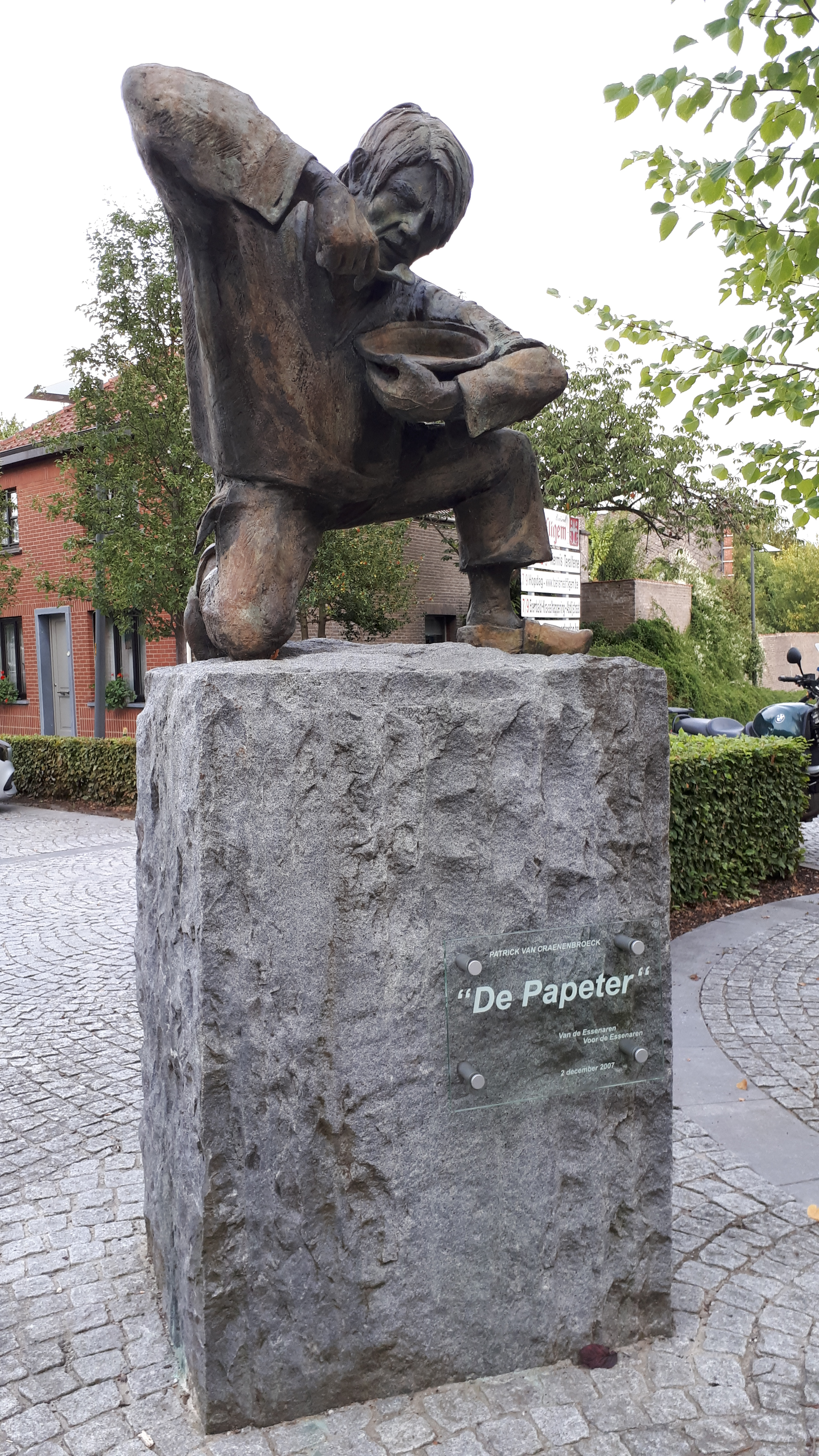
De Papeter van Essene
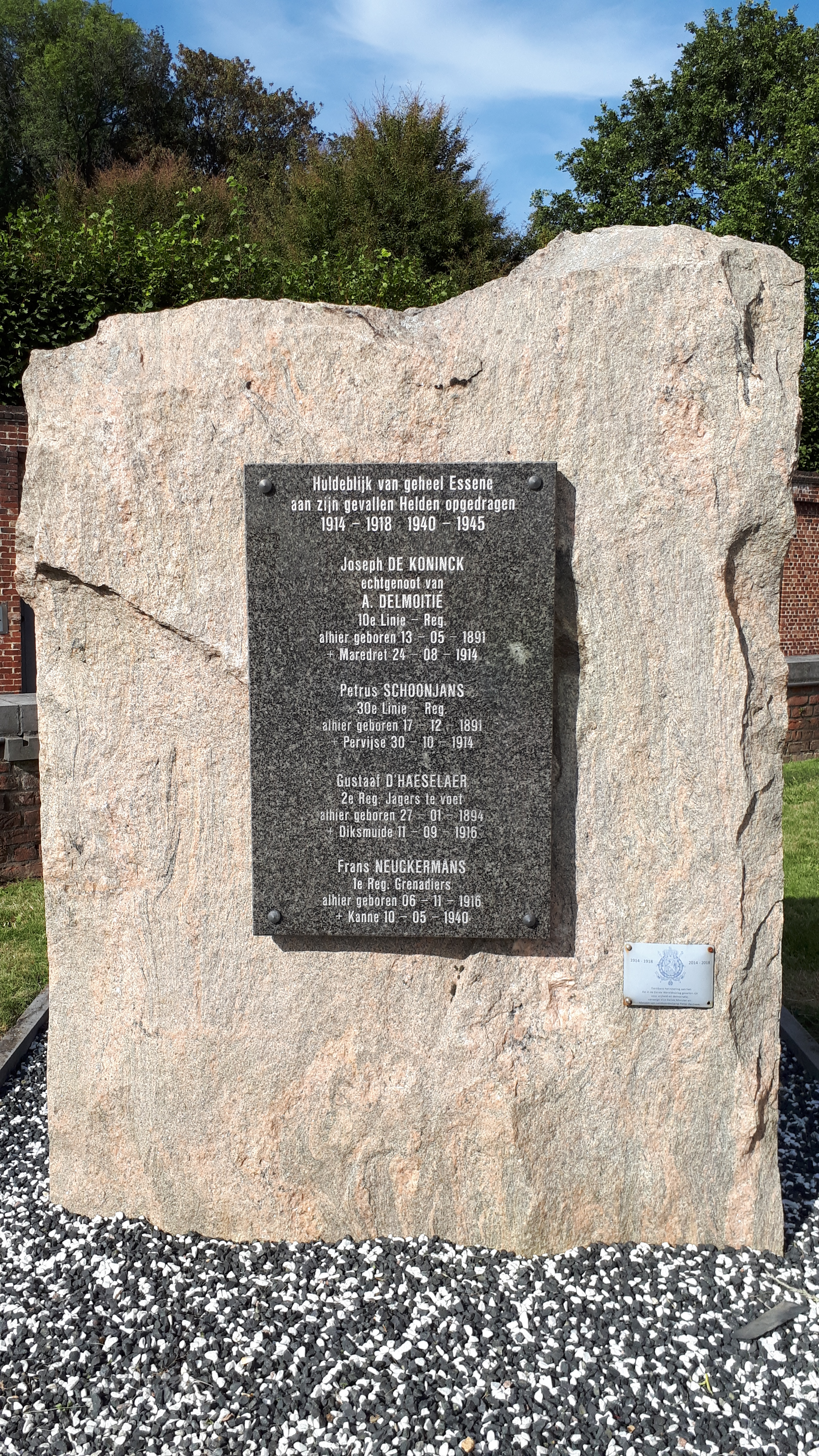
Herdenkingsmonument gesneuvelde soldaten

## Cultuur

### Evenementen
- Sint-Antoniusviering; een beeld van Sint-Antonius-abt staat bij de kerk
- Kermis van Essene: dit was een jaarlijks volksfeest op de hoeve Ankerhof tijdens het eerste weekend van juli, georganiseerd door het Feest- en Handelscomité Essene. Voor de laatste keer georganiseerd in 2005.
- Vlaamse kermis: jaarlijks volksfeest in en om de patronaat georganiseerd door de KAJ-afdeling van Essene tijdens het tweede weekend van augustus. Dit evenement omvat onder meer volksamusement, muzikale optredens, een bescheiden rommelmarkt en een barbecue.
- OpensKAJ: De dag voor de Vlaamse kermis is er een openluchtfuif.
- Kerstboomverbranding: KAJ-Essene organiseert elk jaar in het tweede of derde weekend van januari een kerstboomverbranding.

### Verenigingsleven
In Essene is er een groot verenigingsleven voor alle lagen van de bevolking. De verenigingen hebben veelal een katholieke oorsprong. De volgende nationale verenigingen hebben een afdeling in Essene:
- KLJ
- KAV
- KWB
- Okra

## Politiek

### Voormalige burgemeesters
- 1801: Mathias Gruber[2]
- 1810-1811: François Jean Verbrugghen[2]
- Jozef Bastaerts (eerste burgemeester van Essene na onafhankelijkheid van België)
- 1836-1848: Jan Baptist Wambacq (°12/02/1780), al "adjoint au maire" in 1814[2]
- ?: Jan Baptist Linthoudt (1803-1855), "borgemeester te Esschene"[3], was al secretaris van Jozef Bastaerts in 1832[2]
- 1857-1889: Jan Baptist Deodaat Wambacq (°23/05/1815)
- 1889-1890: Adolphe Wambacq (zoon van JB Deodaat, sterft in 1890)
- 1890-1890: De Bolle (bestuurslid Pro Deo et Patria neemt ontslag)
- 1890-1895: Louis Van de Putte
- 1895-1900: Jean Rollier
- 1900-1908: Louis Van de Putte
- 1908-1933: Jules (zoon van J.B. Deodaat)
- 1933-1938: Philippe De Smedt
- 1938-1939: Paul Wambacq
- 1939-1970: Robert Wambacq
- 1970-1977: Louis Verdoodt[4]

## Sport
- Biljartclub
- Vissersclub
- Voetbalclub EMI-Essene (4de provinciale)

## Nabijgelegen kernen
Teralfene, Hekelgem, Sint-Katherina-Lombeek, Ternat, Asbeek